# Murs (Indre)
Pour les articles homonymes, voir Murs.
Murs est une commune française située dans le département de l'Indre, en région Centre-Val de Loire.

## Géographie

### Localisation
La commune est située dans l'ouest du département, dans la région naturelle du Boischaut Nord.
Les communes limitrophes sont : Villiers (4 km), Cléré-du-Bois (5 km), Clion (6 km), Paulnay (7 km) et Châtillon-sur-Indre (8 km).
Les communes chefs-lieux et préfectorales sont : Buzançais (20 km), Le Blanc (32 km), Châteauroux (42 km), Issoudun (63 km) et La Châtre (73 km).

### Hameaux et lieux-dits
Les hameaux et lieux-dits de la commune sont : les Granges, Allogny  et la Richaudière.

### Géologie et hydrographie
La commune est classée en zone de sismicité 2, correspondant à une sismicité faible.

### Climat
Pour des articles plus généraux, voir Climat du Centre-Val de Loire et Climat de l'Indre.
En 2010, le climat de la commune est de type climat océanique dégradé des plaines du Centre et du Nord, selon une étude du Centre national de la recherche scientifique s'appuyant sur une série de données couvrant la période 1971-2000. En 2020, Météo-France publie une typologie des climats de la France métropolitaine dans laquelle la commune est exposée à un climat océanique altéré et est dans la région climatique Centre et contreforts nord du Massif Central, caractérisée par un air sec en été et un bon ensoleillement.
Pour la période 1971-2000, la température annuelle moyenne est de 11,4 °C, avec une amplitude thermique annuelle de 15,4 °C. Le cumul annuel moyen de précipitations est de 736 mm, avec 11,3 jours de précipitations en janvier et 6,9 jours en juillet. Pour la période 1991-2020, la température moyenne annuelle observée sur la station météorologique installée sur la commune est de 12,3 °C et le cumul annuel moyen de précipitations est de 740,3 mm,. Pour l'avenir, les paramètres climatiques de la commune estimés pour 2050 selon différents scénarios d'émission de gaz à effet de serre sont consultables sur un site dédié publié par Météo-France en novembre 2022.
| Mois                                  | jan.            | fév.           | mars          | avril           | mai             | juin          | jui.          | août           | sep.          | oct.            | nov.            | déc.             | année      |
| ------------------------------------- | --------------- | -------------- | ------------- | --------------- | --------------- | ------------- | ------------- | -------------- | ------------- | --------------- | --------------- | ---------------- | ---------- |
| Température minimale moyenne (°C)     | 2,3             | 2,1            | 4             | 5,9             | 9,4             | 12,7          | 14,5          | 14,4           | 11,2          | 8,9             | 5               | 2,7              | 7,8        |
| Température moyenne (°C)              | 5               | 5,6            | 8,5           | 11              | 14,7            | 18,3          | 20,4          | 20,3           | 16,7          | 13              | 8,2             | 5,4              | 12,3       |
| Température maximale moyenne (°C)     | 7,7             | 9,1            | 13            | 16,1            | 20              | 23,8          | 26,4          | 26,2           | 22,1          | 17,1            | 11,3            | 8                | 16,7       |
| Record de froid (°C) date du record   | −12,5 07.01.09  | −12,8 09.02.12 | −10 01.03.05  | −2,8 04.04.1996 | −0,1 08.05.1997 | 4,3 01.06.06  | 7,4 14.07.04  | 5,8 30.08.1993 | 3,4 25.09.02  | −4,2 30.10.1997 | −8,7 22.11.1993 | −10,7 29.12.1996 | −12,8 2012 |
| Record de chaleur (°C) date du record | 16,3 05.01.1999 | 23,3 27.02.19  | 24,3 31.03.21 | 29,7 30.04.05   | 31,3 29.05.01   | 39,1 29.06.19 | 40,8 25.07.19 | 40,4 07.08.03  | 35,5 14.09.20 | 29,4 02.10.11   | 22,6 02.11.11   | 18,3 07.12.00    | 40,8 2019  |
| Précipitations (mm)                   | 68,4            | 52,7           | 51,9          | 63,2            | 66,3            | 53,3          | 52,7          | 53             | 56,1          | 72,4            | 73,6            | 76,7             | 740,3      |

### Voies de communication et transports
Le territoire communal est desservi par les routes départementales : 21, 43, 43B, 63 et 975.
La gare ferroviaire la plus proche est la gare de Loches, à 30 km.
Murs est desservie par la ligne Q du Réseau de mobilité interurbaine.
L'aéroport le plus proche est l'aéroport de Châteauroux-Centre, à 49 km.

## Urbanisme

### Typologie
Au 1er janvier 2024, Murs est catégorisée commune rurale à habitat très dispersé, selon la nouvelle grille communale de densité à sept niveaux définie par l'Insee en 2022.
Elle est située hors unité urbaine et hors attraction des villes,.

### Occupation des sols
L'occupation des sols de la commune, telle qu'elle ressort de la base de données européenne d’occupation biophysique des sols Corine Land Cover (CLC), est marquée par l'importance des territoires agricoles (94,9 % en 2018), une proportion identique à celle de 1990 (94,9 %). La répartition détaillée en 2018 est la suivante : 
terres arables (74,3 %), prairies (15,7 %), forêts (5,1 %), zones agricoles hétérogènes (4,9 %). L'évolution de l’occupation des sols de la commune et de ses infrastructures peut être observée sur les différentes représentations cartographiques du territoire : la carte de Cassini (XVIIIe siècle), la carte d'état-major (1820-1866) et les cartes ou photos aériennes de l'IGN pour la période actuelle (1950 à aujourd'hui).

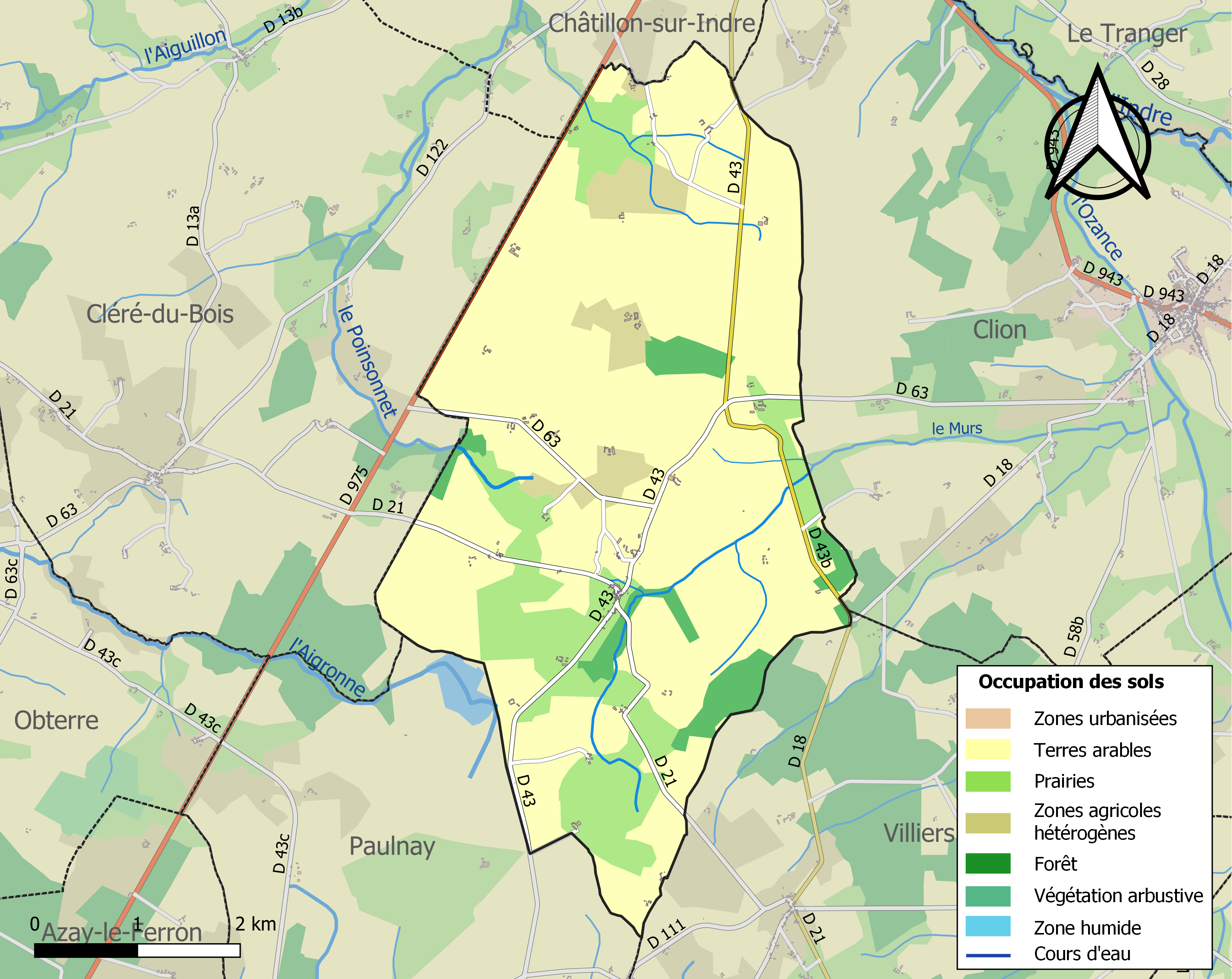
Carte des infrastructures et de l'occupation des sols de la commune en 2018 (CLC).

### Logement
Le tableau ci-dessous présente le détail du secteur des logements de la commune :
| Date du relevé                                              | 2013   |
| Nombre total de logements                                   | 88     |
| Résidences principales                                      | 66,7 % |
| Résidences secondaires                                      | 22,2 % |
| Logements vacants                                           | 11,1 % |
| Part des ménages propriétaires de leur résidence principale | 82 %   |

### Risques majeurs
Le territoire de la commune de Murs est vulnérable à différents aléas naturels : météorologiques (tempête, orage, neige, grand froid, canicule ou sécheresse), feux de forêts, mouvements de terrains et séisme (sismicité faible). Un site publié par le BRGM permet d'évaluer simplement et rapidement les risques d'un bien localisé soit par son adresse soit par le numéro de sa parcelle.
Pour anticiper une remontée des risques de feux de forêt et de végétation vers le nord de la France en lien avec le dérèglement climatique, les services de l’État en région Centre-Val de Loire (DREAL, DRAAF, DDT) avec les SDIS ont réalisé en 2021 un atlas régional du risque de feux de forêt, permettant d’améliorer la connaissance sur les massifs les plus exposés. La commune, étant pour partie dans le massif de Preuilly, est classée au niveau de risque 2, sur une échelle qui en comporte quatre (1 étant le niveau maximal).

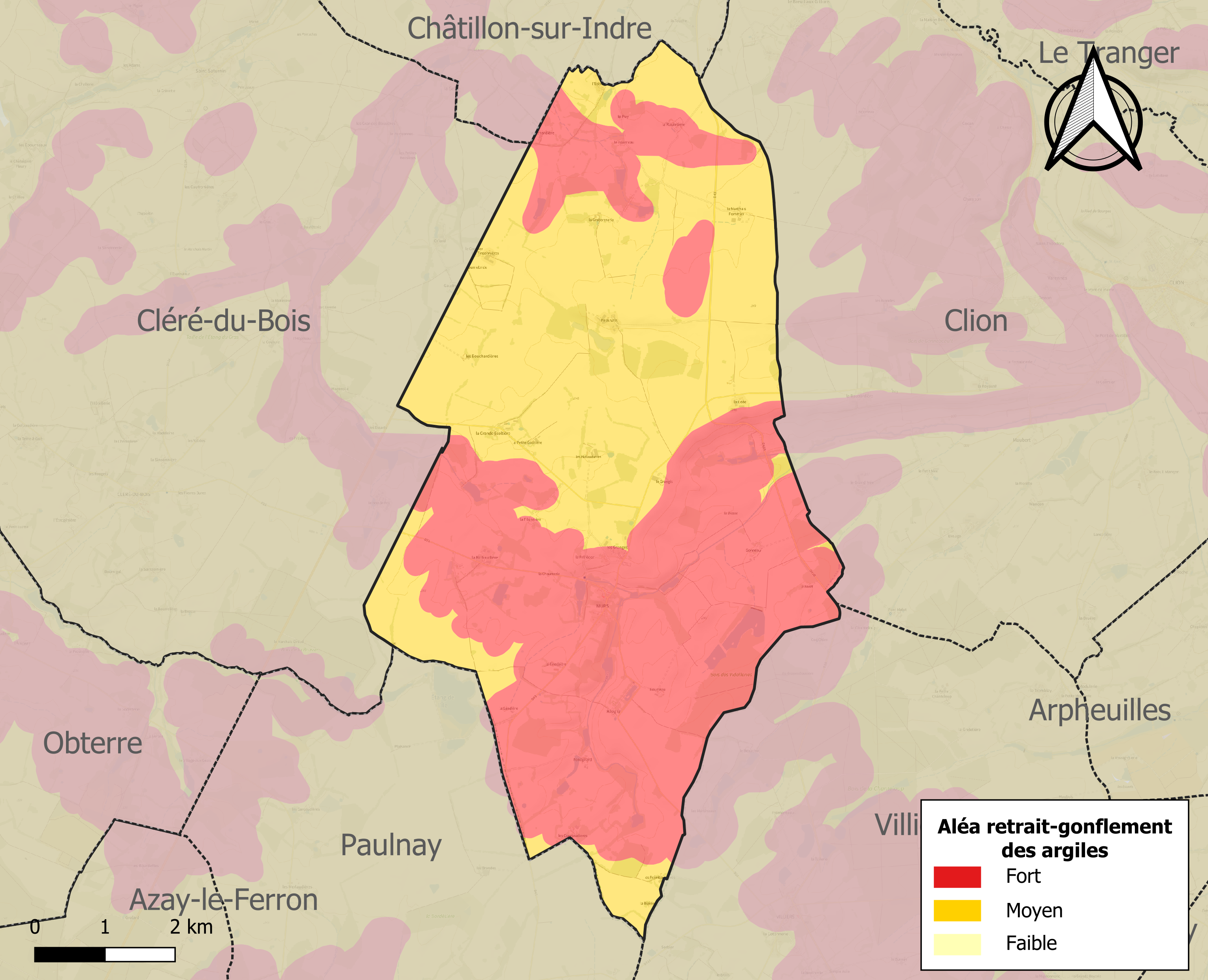
Carte des zones d'aléa retrait-gonflement des sols argileux de Murs.

Les mouvements de terrains susceptibles de se produire sur la commune sont des tassements différentiels.
Le retrait-gonflement des sols argileux est susceptible d'engendrer des dommages importants aux bâtiments en cas d’alternance de périodes de sécheresse et de pluie. La totalité de la commune est en aléa moyen ou fort (84,7 % au niveau départemental et 48,5 % au niveau national). Sur les 86 bâtiments dénombrés sur la commune en 2019, 86 sont en aléa moyen ou fort, soit 100 %, à comparer aux 86 % au niveau départemental et 54 % au niveau national. Une cartographie de l'exposition du territoire national au retrait gonflement des sols argileux est disponible sur le site du BRGM,.
Concernant les mouvements de terrains, la commune a été reconnue en état de catastrophe naturelle au titre des dommages causés par la sécheresse en 1989, 1991, 1992, 2011 et 2018 et par des mouvements de terrain en 1999.

## Toponymie
Attestée sous la forme Mur en 1219.
Pluriel du mot mur, du latin murus qui désignait un rempart, un mur d'enceinte et de défense.
Ses habitants sont appelés les Muriens.

## Histoire
La commune fut rattachée de 1973 à 2015 au canton de Châtillon-sur-Indre.

## Politique et administration
La commune dépend de l'arrondissement de Châteauroux, du canton de Buzançais, de la première circonscription de l'Indre et de la communauté de communes du Châtillonnais en Berry.
| Période                                  | Période   | Identité        | Étiquette | Qualité    |
| ---------------------------------------- | --------- | --------------- | --------- | ---------- |
| mars 2001,                               | mars 2014 | Yvette Gudin    | ?         | Secrétaire |
| mars 2014                                | 2020      | Michel Marteau  | SE        | Cadre      |
| 2020                                     | En cours  | Jacques Charlot |           |            |
| Les données manquantes sont à compléter. |           |                 |           |            |

## Population et société

### Démographie
L'évolution du nombre d'habitants est connue à travers les recensements de la population effectués dans la commune depuis 1793. Pour les communes de moins de 10 000 habitants, une enquête de recensement portant sur toute la population est réalisée tous les cinq ans, les populations de référence des années intermédiaires étant quant à elles estimées par interpolation ou extrapolation. Pour la commune, le premier recensement exhaustif entrant dans le cadre du nouveau dispositif a été réalisé en 2007.

En 2022, la commune comptait 122 habitants, en évolution de −4,69 % par rapport à 2016 (Indre : −3 %, France hors Mayotte : +2,11 %).
| 1793 | 1800 | 1806 | 1821 | 1831 | 1836 | 1841 | 1846 | 1851 |
| ---- | ---- | ---- | ---- | ---- | ---- | ---- | ---- | ---- |
| 431  | 300  | 391  | 391  | 442  | 415  | 415  | 424  | 415  |

| 1856 | 1861 | 1866 | 1872 | 1876 | 1881 | 1886 | 1891 | 1896 |
| ---- | ---- | ---- | ---- | ---- | ---- | ---- | ---- | ---- |
| 418  | 431  | 438  | 428  | 426  | 394  | 404  | 405  | 397  |

| 1901 | 1906 | 1911 | 1921 | 1926 | 1931 | 1936 | 1946 | 1954 |
| ---- | ---- | ---- | ---- | ---- | ---- | ---- | ---- | ---- |
| 403  | 411  | 398  | 367  | 345  | 338  | 364  | 369  | 335  |

| 1962 | 1968 | 1975 | 1982 | 1990 | 1999 | 2006 | 2007 | 2012 |
| ---- | ---- | ---- | ---- | ---- | ---- | ---- | ---- | ---- |
| 313  | 260  | 226  | 184  | 150  | 137  | 126  | 124  | 134  |

| 2017 | 2022 | - | - | - | - | - | - | - |
| ---- | ---- | - | - | - | - | - | - | - |
| 127  | 122  | - | - | - | - | - | - | - |

### Enseignement
La commune dépend de la circonscription académique du Blanc.

### Médias
La commune est couverte par les médias suivants : La Nouvelle République du Centre-Ouest, Le Berry républicain, L'Écho - La Marseillaise, La Bouinotte, Le Petit Berrichon, France 3 Centre-Val de Loire, Berry Issoudun Première, Vibration, Forum, France Bleu Berry et RCF en Berry.

## Économie
La commune se situe dans la zone d’emploi de Châteauroux et dans le bassin de vie de Châtillon-sur-Indre.
La commune se trouve dans l'aire géographique et dans la zone de production du lait, de fabrication et d'affinage des fromages Valençay et Sainte-maure-de-touraine.

## Culture locale et patrimoine

### Lieux et monuments
- Église Saint-Hilaire[37]
- Monument aux morts